# Будинок Чернігівської губернської креслярської майстерні
Будинок Чернігівської губернської креслярської майстерні — знову виявлений пам'ятник історії у Чернігові. Наразі у будівлі розміщується Департамент житлово-комунального господарства, регіонального розвитку та інфраструктури Чернігівської облдержадміністрації.
Потрібно зробити їх експертизу,  можливості надати рекомендації щодо покращення. Якщо звісно, є геть погані, то тоді звісно ставити не рекомендовано.

## Історія
Наказом Головного управління культури туризму та охорони культурної спадщини Чернігівської обласної державної адміністрації від 24.10.2011 № 217 надано статус «пам'ятника історії, що знову виявлений» під охоронним № 8123. Будівля розташована у «комплексній охоронній зоні пам'яток історичного центру міста», за правилами забудови та використання території. Немає власної «території пам'ятника», не встановлено інформаційну дошку.

## Опис
Кам'яний, 3-поверховий будинок на цоколі, прямокутний у плані. Фасад будівлі повернути на південний схід до Преображенської вулиці, по обидва боки має по кілька пілястр, які вінчаються фронтонами.
Чернігівська губернська креслярська майстерня була заснована 1782 року. Очолювалася губернським землеміром, який керував діяльністю повітових землемірів. Підкорялася безпосередньо губернському правлінню, але своєю чергою і Межовому департаменту Сенату, від якого отримувала інструктивні та деякі директивні установки. Землеміри виконували землемірні роботи, межування кордонів губернії та повітів за її зміни, межування приватних землеволодінь, складання карт і планів губернії, повітів, окремих майнов, населених пунктів. Майстерня була ліквідована 1919 року.
Наразі у будівлі розміщується Департамент житлово-комунального господарства, регіонального розвитку та інфраструктури Чернігівської облдержадміністрації.